# Breguet Br.690
Die Breguet Br.690 und ihre Nachfolgeversionen (691, 693, 695 etc.) waren eine Serie zweimotoriger zweisitziger Kampfflugzeuge des französischen Herstellers Breguet.

## Entwicklung und Produktion
1934 wurde die Breguet Br.690 im Rahmen einer Ausschreibung für ein schweres Jagdflugzeug entwickelt, die aber die Potez 630 für sich entscheiden konnte. 1938 wurden 100 Exemplare einer Bombervariante als Breguet Br.691AB2 bestellt, von denen die erste bereits 1939 geliefert wurde. Der verwendete Sternmotor von Hispano-Suiza funktionierte aber nicht zuverlässig. Es folgte daher die Entwicklung der Version Br.692 mit 980 PS starken Gnome-Rhône-14N-Sternmotoren, die aber nicht über das Projektstadium hinaus kam. Man entschied sich stattdessen, eine neue Serie mit leichter verfügbaren 700-PS-Motoren Gnome-Rhône 14M6/7 aufzulegen, die die Bezeichnung Br.693AB2 bekam. Nach 75 fertiggestellten 691ern wurde die Produktion auf die 693 umgestellt, von der so insgesamt 224 Stück das Werk verließen.
Eine Aufklärungsbomber-Exportversion mit zwei 710 PS leistenden Gnome-Rhône 14M5/6 erhielt die Bezeichnung Br.694, der Prototyp flog am 20. Januar 1940. Belgien erwarb eine Produktionslizenz für 32 Stück, während Schweden 12 Exemplare bei Breguet bestellte. Diese Flugzeuge konnten aber nicht mehr vor der belgischen und französischen Kapitulation im Jahr 1940 produziert werden. Der Prototyp war zwischenzeitlich im Inventar der Aéronavale.
Eine Weiterentwicklung der Br.693 mit US-amerikanischen 825-PS-Motoren Pratt & Whitney R-1535-SB4-G Twin Wasp Junior erhielt die Bezeichnung Br.695AB2. Obwohl der Prototyp erst am 3. März 1940 flog, wurden bis zur französischen Kapitulation im Juni knapp 50 Maschinen produziert, von denen 33 an die Frontverbände ausgeliefert wurden.
Insgesamt wurden weniger als 350 Maschinen aller Serien hergestellt.
Weitere, nicht realisierte Versionen:
- Br.696B2: zweisitzige Bomberversion mit zwei 700-PS-Gnome-Rhône-14M6/7-Sternmotoren. Jungfernflug am 3. November 1939, aber keine Produktion.
- Br.697: Version mit wesentlich stärkeren 1070-PS-Gnome-Rhône-14N48/49-Motoren. Der Prototyp flog am 19. Oktober 1939 und erreichte gute Leistungsdaten. Die Führung der französischen Luftwaffe beauftragte Breguet daraufhin mit der Entwicklung einer darauf basierenden Jägerversion, was zur Entwicklung der Br.700 führte.
- Br.698Bp2: auf der Br.691 basierende Sturzbomber-Version mit Bremsklappen. Nicht über das Entwurfsstadium hinausgekommen.
- Br.699B2: der Br.696 ähnliche Bomberversion mit 825-PS-Motoren Pratt & Whitney R-1535-SB4-G Twin Wasp Junior. Nicht gebaut.
- Br.700C2: geplantes schweres Jagdflugzeug mit noch stärkeren Gnome-Rhône-14N-Motoren als in der Br.697. Zwei Prototypen waren bestellt, konnten aber vor der französischen Kapitulation nicht mehr realisiert werden.

## Einsatz
Die Maschinen kamen zu Beginn des Krieges von 1940 gegen die Wehrmacht zum Einsatz. Am 10. Mai 1940 standen trotz der höheren Produktionszahlen lediglich 19 Br.691 und 38 Br.693 im operativen Einsatz bei den Staffeln GBA I/51, GBA II/52, GBA I/54 und GBA II/54 (GBA=Groupe de Bombardement d’Assaut, dt. „Angriffsbombergruppe“). Die Br.691 wurden schrittweise durch 693er und 695er (GBA II/54) ersetzt. Bei Tiefangriffen auf deutsche Kolonnen erlitten sie schwere Verluste durch die deutsche Flak. Zudem konnten sie sich nicht effizient genug gegen die deutschen Bf-109-Jagdflugzeuge behaupten. Bis zur französischen Kapitulation hatte die Armée de l’Air 106 Br.693 übernommen. 79 Maschinen aller Typen (691, 693, 695) gingen im Kampf und durch Unfälle verloren.
Nach der Niederlage von 1940 noch intakte Br.691 und Br.693 kamen später zur Vichy-Luftwaffe, in welche die Staffeln GBA I/54 und GBA II/54 eingegliedert wurden. Verbleibende Br.691 wurden hierbei durch eine geringe Zahl Br.695 ersetzt. Nach der Besetzung Restfrankreichs durch die Deutschen und Italiener Ende 1942 kamen eroberte Maschinen bei der Luftwaffe und Regia Aeronautica als Schulflugzeuge zum Einsatz.

## Technische Daten

Dreiseitenriss Breguet Br.693

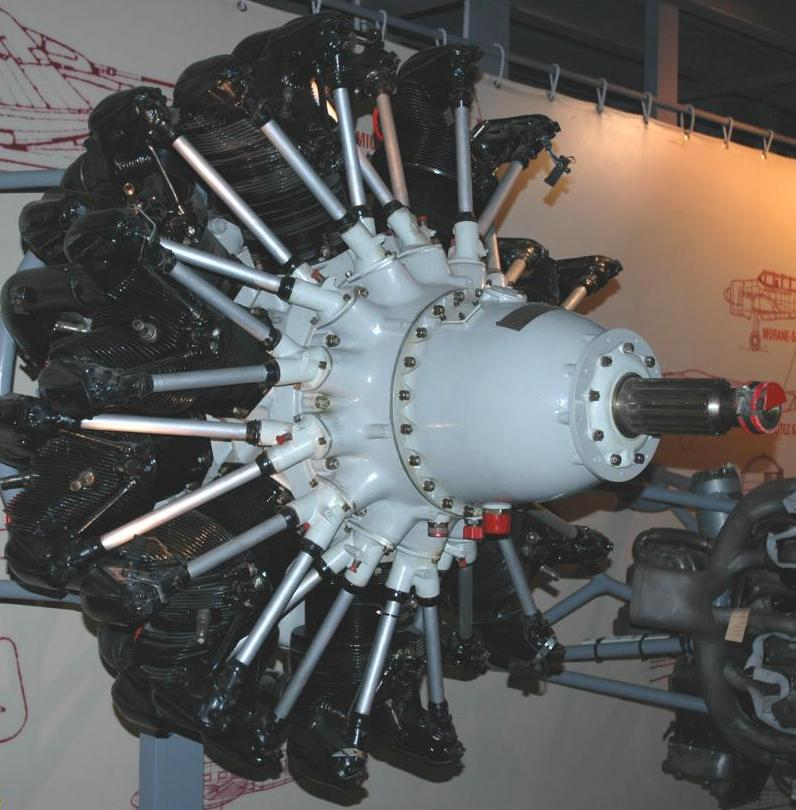
Gnome-Rhône M5

| Kenngröße             | Daten Breguet Br.693                                        |
| --------------------- | ----------------------------------------------------------- |
| Besatzung             | 2                                                           |
| Länge                 | 9,67 m                                                      |
| Spannweite            | 15,37 m                                                     |
| Höhe                  | 3,19 m                                                      |
| Flügelfläche          | 29,2 m²                                                     |
| Flügelstreckung       | 8,1                                                         |
| Leermasse             | 3010 kg                                                     |
| Startmasse            | 4900 kg                                                     |
| Höchstgeschwindigkeit | 490 km/h                                                    |
| Steigrate             | 555 m/min                                                   |
| Dienstgipfelhöhe      | 8500 m                                                      |
| Reichweite            | 1350 km                                                     |
| Triebwerke            | zwei Sternmotoren Gnome-Rhône 14M6/7 mit je 710 PS (522 kW) |
| Bewaffnung            | eine MK 20 mm, 4 oder 5 MG 7,5 mm, 400 kg Bomben            |

## Einsatzstaaten
- Frankreich
- Vichy-Frankreich
- Deutsches Reich
- Italien
- (nicht ausgelieferte) Bestellungen aus:
  -  Belgien
  -  Schweden